# Giuseppe Lupis

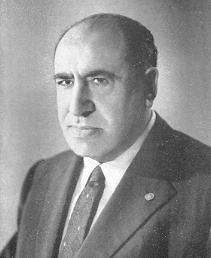
Giuseppe Lupis

Giuseppe Lupis (* 28. März 1896 in Ragusa, Provinz Ragusa; † 19. Oktober 1979) war ein italienischer Politiker der Partito Socialista Italiano (PSI), der Partito Socialista Unitario (PSU) sowie zuletzt der Partito Socialista Democratico Italiano (PSDI), der zwischen 1948 und 1953 sowie erneut von 1958 bis 1979 Mitglied der Abgeordnetenkammer (Camera dei deputati) war. Er bekleidete mehrere Ministerämter in verschiedenen Regierungen.

## Leben

### Rechtsanwalt, Exil und Unterstaatssekretär
Lupis absolvierte nach dem Schulbesuch ein Studium der Rechtswissenschaften und war danach als Rechtsanwalt sowie als Journalist tätig. Während der faschistischen Diktatur Benito Mussolinis befand er sich im Exil in den USA, wo er in New York City die Zeitung Il Mondo herausgab und auch den späteren Staatspräsidenten Giuseppe Saragat kennenlernte.
Nach Ende des Zweiten Weltkrieges wurde er am 25. September 1945 Mitglied des Nationalrates (Consulta Nazionale) und im Anschluss nach den Wahlen vom 2. Juni 1946 am 25. Juni 1946 Mitglied der Verfassunggebenden Nationalversammlung (Assemblea Costituente). Am 17. Juli 1946 übernahm er im zweiten Kabinett De Gasperi sein erstes Regierungsamt, und zwar als Unterstaatssekretär im Außenministerium mit der Verantwortung für Auslandsitaliener (Sottosegretario di Stato agli Affari Esteri con delega agli Italiani all’estero). Diese Funktion bekleidete er auch im darauf folgenden dritten Kabinett De Gasperi bis zum 31. Mai 1947.

### Mitglied der Abgeordnetenkammer
Bei den Wahlen vom 18. April 1948 wurde er für die Partito Socialista Italiano (PSI) erstmals Mitglied der Abgeordnetenkammer (Camera dei deputati), der er bis zu den Wahlen am 7. Juni 1953 angehörte. Zu Beginn seiner Parlamentszugehörigkeit war er in der ersten Legislaturperiode zwischen Juni 1948 und Juni 1953 Mitglied des Ausschusses für Auswärtiges, Außenwirtschaft und Kolonien und zugleich von Juni 1948 bis Juni 1950 Sekretär dieses Ausschusses. Nachdem er sich im Januar 1950 zunächst der Partito Socialista Unitario (PSU) angeschlossen hatte, trat er im Mai 1951 der Partito Socialista Democratico Italiano (PSDI) bei. Er war von Januar 1955 bis April 1956 Präsident der Nationalen Presseföderation FNSI (Federazione Nazionale Stampa Italiana).
Bei den Wahlen vom 25. Mai 1958 wurde Lupis für die PSDI wieder zum Mitglied der Abgeordnetenkammer gewählt und gehörte dieser nunmehr bis zu den Wahlen am 27. September 1979 an. Während der dritten Legislaturperiode gehörte er zwischen Juni 1958 und Mai 1963 dem Verteidigungsausschuss an. Im zweiten Kabinett Fanfani bekleidete er vom 3. Juli 1958 bis zum 15. September 1959 erneut das Amt eines Unterstaatssekretärs im Außenministerium, wobei er dieses Mal für Auswanderung verantwortlich war (Sottosegretario di Stato agli Affari Esteri con delega per l’Emigrazione). Das Amt des Unterstaatssekretärs im Außenministerium mit der Verantwortung für Auswanderung übte er zwischen dem 24. Februar 1962 und dem 21. Juni 1963 auch im vierten Kabinett Fanfani aus.
In der vierten Legislaturperiode war er von Mai bis Dezember 1963 Mitglied des Ausschusses für Auswärtige Angelegenheiten und Auswanderung sowie zwischen Juli und Dezember 1963 Sekretär dieses Ausschusses.

### Minister
Während der fünften Legislaturperiode war Lupis von Juli 1968 bis September 1969 wieder Mitglied des Ausschusses für Auswärtige Angelegenheiten und Auswanderung. Am 12. Dezember 1968 übernahm er im ersten Kabinett von Ministerpräsident Mariano Rumor sein erstes Ministeramt und fungierte bis zum 5. August 1969 als Minister für die Handelsmarine (Ministro della Marina Mercantile). Im Anschluss war er zwischen September 1969 und Mai 1972 Mitglied des Ausschusses für Transport, Zivilluftfahrt, Handelsmarine, Post und Telekommunikation. Im dritten Kabinett Rumor bekleidete er vom 27. März bis zum 6. August 1970 das Amt des Ministers für Tourismus und Veranstaltungen (Ministro del Turismo e Spettacolo). Danach war er zwischen dem 6. August 1970 und dem 17. Februar 1972 Minister ohne Geschäftsbereich für politische Sonderaufgaben und Koordination mit der besonderen Verantwortung für die Präsidentschaft der UN-Delegation (Ministro senza Portafoglio con delega a Capo della delegazione all’ONU) im Kabinett Colombo.
In der sechsten Legislaturperiode gehörte Lupis von Mai 1972 bis Juli 1976 wieder dem Verteidigungsausschuss als Mitglied an. Im zweiten Kabinett Andreotti fungierte er zwischen dem 26. Juni 1972 und dem 7. Juli 1973 erneut als Minister für die Handelsmarine. Im darauf folgenden vierten Kabinett Rumor bekleidete er vom 7. Juli 1973 bis zum 14. März 1974 abermals als Minister ohne Geschäftsbereich für politische Sonderaufgaben und Koordination mit der besonderen Verantwortung für die Präsidentschaft der UN-Delegation. Im Anschluss war er im fünften Kabinett Rumor Minister ohne Geschäftsbereich mit der Verantwortung für kulturelles Erbe und die Umwelt (Ministro senza Portafoglio con delega per i Beni culturali e l’Ambiente). Zuletzt war er in der siebten Legislaturperiode zwischen Juli 1976 und Juni 1979 abermals Mitglied des Ausschusses für Transport, Zivilluftfahrt, Handelsmarine, Post und Telekommunikation.